# Isabella van Rijndorp
Isabella Bernhardina van Rijndorp (geboren 26. Oktober 1695 in Gent; gestorben 29. Juli 1770 in Leiden) war eine niederländische Schauspielerin und Theaterleiterin.

## Leben
Isabella van Rijndorp wurde am 26. Oktober 1695 in Gent als Tochter des Schauspielers und Theaterregisseurs Jacob van Rijndorp (1663–1720) und der Schauspielerin Anna Catharina de Quintana (1668–1755) geboren.
Ebenso wie ihre Schwestern Maria und Adriana war Isabella zunächst Schauspielerin bei der „Compagnie van de Haagse en Leidse Schouwburgen“, der Theatergruppe ihres Vaters. Die Truppe hatte zwei feste Theater, in denen sie auftraten. Zudem reisten sie im Sommer und zu Messezeiten durch andere niederländische Orte und auch ins Ausland. Sie heiratete am 18. April 1718 in Den Haag den Tänzer und Komponisten François Nivelon (gestorben zwischen 1741 und 1747), der aus einer Pariser Schauspielerfamilie stammte. Er trat 1716 in die „Compagnie“ von Jacob van Rijndorp ein und komponierte unter anderem die Tänze für das Theaterstück Arlequin la toilette (1719), das zum Repertoire der „Compagnie“ gehörte. Aus dieser Ehe gingen drei Kinder hervor, von denen eine Tochter das Erwachsenenalter erreichte. Zum Zeitpunkt der Hochzeit war Isabella bereits mit dem gemeinsamen Sohn Jacobus schwanger. Die Familie zog nach Leiden, François Nivelon hat einige Jahre später die Familie verlassen, und Isabella blieb mit ihrer Tochter Anna, dem einzigen ihrer drei Kinder, in Leiden zurück und lebte dort vermutlich bei ihrer Mutter neben dem Theater an der Oude Vest. Es ist nicht bekannt, wann Nivelon starb, aber ab 1747 wurde Isabella „Witwe“ genannt.
Sie unterstützte nach dem Tod ihres Vaters im Jahr 1720 ihre Mutter bei der Leitung des Theaters in Leiden. Nach dem Tod von Anna de Quintana im Jahr 1755 ging der gesamte Betrieb des Theaters in die Hände von Isabella über. Das Theater war regelmäßig an reisende Truppen vermietet, die kein eigenes Theaterzelt hatten. Isabella van Rijndorp vermietete es für eine Gebühr von drei Stuivern pro Besucher und beantragte auch die erforderlichen Genehmigungen beim Stadtrat. Italienische, französische, flämische und niederländische Truppen traten im Theater unter ihrer Leitung auf und zeigten vor tausenden Besuchern ihr Können. Es wurden pro Jahr mehr als 75 Vorstellungen gegeben. Isabella ließ das Theater 1764 umfassend renovieren und nach zeitgenössischen Aussagen war dies auch nötig. Isabella van Rijndorp leitete bis zu ihrem Tod das Leidener Theater. Sie starb 1770 wohlhabend. Ihre Tochter Anna erbte das Theater.
Als Schauspielerin erhielt sie unterschiedliche Kritiken. So drückte Weyerman 1723 seine Bewunderung für ihren Schauspielstil aus, aber in einer bösartigen anonymen Kritik aus dem Jahr 1764 wurden ihre Fähigkeiten in Frage gestellt. Der Schauspieler Marten Corver (1727–1794) war sogar der Meinung, sie wäre ihrer Zeit voraus gewesen.